# Pina (Alt Palància)
Pina (en castellà i oficialment, Pina de Montalgrao) és un municipi valencià de la comarca de l'Alt Palància. Limita amb Barraques, Benafer, Caudiel, El Toro i Viver, municipis de la mateixa comarca; i amb San Agustín (Terol). L'economia pinenca es basa en l'agricultura. El mes de febrer de 2007 la Generalitat Valenciana va aprovar la instal·lació d'un parc eòlic.

## Geografia
La localitat està als vessants de la serra d'Espina, i per això presenta elevades altituds, entre les quals destaca el pic de Santa Bàrbara amb 1.405 m (la segona altura de la província de Castelló, i també anomenat Pina) o el Cerdaña, amb 1.229 m. No obstant això, el relleu no és tan abrupte com es podria esperar, ja que esta serra es troba sobre el Pla de Barraques, amb una altitud aproximada de mil metres sobre el nivell del mar, i per això gran part del terme es compon de planes i no presenta desnivells excessius.

## Història
Des de la denominació de Pinna de Jahya que li donaren els àrabs fins a l'actual nom de Pina de Montalgrao, el municipi ha rebut moltes denominacions i ha passat per moltes mans. Actualment, dins del seu terme municipal es conserva una torre ibera que dona fe que de la presència humana des del segle III aC, així com un escut àrab com a testimoni del domini musulmà. Segles més tard va passar a formar part de la baronia de Xèrica, encapçalada per un dels fills de Jaume I (1208-1276). La primera carta pobla coneguda és de 1260, i fon modificada posteriorment, cap al 1363, amb motiu de l'expulsió dels moros. El 4 de desembre de 1336 Pere de Xèrica, senyor vigent, va deixar Pina sota el domini de Xèrica amb jurisdicció civil i criminal sobre els cristians del lloc. Durant el segle XV fon possessió dels senyors Sarsuela; després va pertànyer a la Corona, al comte d'Aranda, i en 1560, de nou al patrimoni real com a poble lliure, però amb fur de València per renúncia expressa del poble al d'Aragó. Les guerres carlines, en les quals Pina estigué de part de don Carles, hi tingueren prou importància.

## Demografia
| 1900 | 1910 | 1920 | 1930 | 1940 | 1950 | 1960 | 1970 | 1981 | 1991 | 2000 | 2002 | 2004 | 2006 | 2008 | 2010 |
| ---- | ---- | ---- | ---- | ---- | ---- | ---- | ---- | ---- | ---- | ---- | ---- | ---- | ---- | ---- | ---- |
| 551  | 556  | 565  | 538  | 516  | 501  | 494  | 335  | 238  | 197  | 167  | 162  | 151  | 161  | 151  | 148  |

## Alcaldes
Des de 2007 l'alcaldessa de Pina és María Ángeles Murria Belmonte del Partit Popular (PP).
| Període                       | Alcalde o alcaldessa          | Partit polític | Data de possessió | Observacions |
| ----------------------------- | ----------------------------- | -------------- | ----------------- | ------------ |
| 1979–1983                     | Jesus Izquierdo Rico          | UCD            | 19/04/1979        | --           |
| 1983–1987                     | Ildefonso Ávila Moliner       | CI             | 28/05/1983        | --           |
| 1987–1991                     | Ildefonso Ávila Moliner       | PSPV-PSOE      | 30/06/1987        | --           |
| 1991–1995                     | Serafin Izquierdo Salvador    | PP             | 15/06/1991        | --           |
| 1995–1999                     | Serafin Izquierdo Salvador    | PP             | 17/06/1995        | --           |
| 1999–2003                     | Benjamin Ibáñez               | PP             | 03/07/1999        | --           |
| 2003–2007                     | Antonio Chaves Sánchez        | PSPV-PSOE      | 14/06/2003        | --           |
| 2007–2011                     | María Ángeles Murria Belmonte | PP             | 16/06/2007        | --           |
| 2011–2015                     | María Ángeles Murria Belmonte | PP             | 11/06/2011        | --           |
| 2015–2019                     | María Ángeles Murria Belmonte | PP             | 13/06/2015        | --           |
| 2019-2023                     | María Ángeles Murria Belmonte | PP             | 15/06/2019        | --           |
| Des de 2023                   | n/d                           | n/d            | 17/06/2023        | --           |
| Fonts: Generalitat Valenciana |                               |                |                   |              |

## Llocs d'interés
- Santa Bàrbara de Pina. Microrreserva de flora.
- Cova de Murciénaga. S'han trobat restes prehistòriques.
- Cova Cerdaña.
- Església Parroquial del Salvador. Del segle xv.

Ha estat emmurallada en diferents períodes. Part dels seus materials provenen de l'antic castell.
- Ermita de la Verge de Vallada.
- Ermita de la Verge de Gràcia.
- Ermita de Santa Bàrbara.
- Ajuntament. Del segle xvii. Amb dos arcs i amb representació d'un dels seus primers escuts a la façana, així com el bastó de comandament i les cadires, totes elles amb molts segles d'història.
- Torre del Prospinal. Del segle iii aC, té una altura de 2,5 metres.
- Castell. En l'actualitat ha desaparegut quasi completament, i part dels seus materials s'han utilitzat per a constuir edificacions pròximes. Tan sols s'aprecia el perímetre de la seua ubicació i algunes restes de les muralles que el circumdaven.

## Cultura
- Exposició Museogràfica Etnològico-Rural.
  - Exposició Fotogràfica Permanent. S'hi exposen de manera indefinida fotografies d'avantpassats, llocs i altres de diversa índole; es van actualitzant contínuament sense ànim de lucre.
  - Ecomuseu. Un lloc on es pot retrocedir en el temps i contemplar de primera mà les ferramentes que els avantpassats de Pina utilitzaven al camp, les vestimentes que usaven, les seues cases, etc.
  - Molí. Lloc on antigament es molia el blat que es generava per part dels veïns del poble en el terme municipal, contemplant la maquinària que s'usava i per consegüent el procés que se seguia antany per al seu tractament.
  - Forn morú. Amb una llarga tradició que va anar passant tots els anys per diferents mans que l'utilitzaven, perquè antany l'ajuntament realitzava subhasta tots els anys per a saber qui s'encarregaria del forn morú durant l'any següent, mitjançant un procés prou peculiar.
- Festes patronals. Se celebren a partir del 8 de setembre en honor de les verges de Gràcia i de Vallada.
- Fira de la Mel. 1 d'abril
- Romiatge a Santa Bàrbara. 20 de maig